# Choro das 3
Choro das 3 é um conjunto musical instrumental brasileiro de choro. Criado em 2002 tendo em sua formação básica as irmãs Corina (flauta transversal), Elisa (bandolim, clarinete, banjo e piano) e Lia Meyer Ferreira (violão de 6 e 7 cordas), juntamente com o pai Eduardo Ferreira no pandeiro e percussão. É característica marcante do grupo, também, a presença de diversos músicos convidados em shows e nas gravações.
Os 7 álbuns do grupo abrangeram canções consagradas do repertório de choro e também diversas canções inéditas.

## História
A origem do grupo está ligada a um disco de Altamiro Carrilho que a irmã mais velha, Corina, ouviu quando ainda criança, e que a motivou a estudar flauta. As irmãs a acompanharam na escolha pela música e o pai, Eduardo, as incentivou, levando-as a São Paulo aos finais de semana para assistirem a rodas de choro. Em pouco tempo estavam não só assistindo mas também participando. O grupo foi formado em 2002 com as irmãs ainda jovens (Corina tinha 14 anos, Lia 12 anos e Elisa apenas 9 anos).
Em 2003 venceram o primeiro prêmio do 1º Festival de Música Adoniran Barbosa, promovido pela Secretaria Estadual da Educação de São Paulo.
Em 2008 lançaram pela Som Livre o primeiro CD do grupo, intitulado Meu Brasil Brasileiro. Este álbum foi produzido, gravado e mixado pelo grupo em estúdio próprio. Trouxe regravações de clássicos como "Aquarela do Brasil", "Carinhoso" e "Tico-tico no fubá" e incluiu, também, gravações inéditas de autoria do próprio grupo, como o Choro "Bolinha de Gude", composto pela Elisa. Outra música de destaque é a versão chorada da "Alla Turca", de Mozart.  Neste primeiro trabalho, contaram com a presença do cavaquinista Adriano Andrade. O CD rendeu ao grupo o Prêmio de Melhor Grupo de Música Popular de 2008 pela APCA (Associação Paulista de Críticos de Arte). Esta foi a primeira vez que um grupo instrumental recebeu a homenagem em mais de 50 anos da premiação.
Em 2012 lançaram o álbum Escorregando, primeiro álbum produzido pelo selo Macolé. O álbum contou com diversas participações especiais de músicos convidados. O título remete à composição homônima de  Ernesto Nazareth. Contendo músicas de autores nacionais consagrados, como Ernesto Nazareth, Chiquinha Gonzaga, Tia Amélia, Anacleto de Medeiros e Paulino Sacramento, inclui também a canção "Assobiando", composta pela bandolinista do grupo, Elisa. O álbum Escorregando marca também o início da projeção internacional do grupo, pois foi com este trabalho que o grupo viajou para a França para a participação no Festival International de Mandolines de Lunel. Para as gravações, contaram com as participações dos músicos Pacheco, Toninho Gallani, Arnaldinho, Joãozinho, Sérgio Ribeiro, Rosa Garbim, José V. de Aragão, Barão do pandeiro e Sérgio Ribeiro.
No ano seguinte, 2013, o grupo lança o álbum Boas Novas, caracterizado por trazer apenas composições inéditas. Além de composições das três irmãs, o álbum traz também trabalhos de Paulo Costa (Pacco), Paulo Fasanaro, Pacheco, Gallani, Arnaldinho, Zé Barbeiro e Fernando Brandão. Com este trabalho o Choro das 3 realiza sua primeira turnê pelos Estados Unidos. Como músicos convidados, atuaram nas gravações Arnaldinho, José V. de Aragão, Pacheco, Ângelo Mauro, Renato Cardoso, Rosa Garbim e Diego Garbim.
O trabalho iniciado com o Boas Novas tem continuidade no álbum Boca de Goiaba, lançado em 2014. Este álbum, além de trazer diversas composições inéditas, apresenta também uma maior mistura de influências, como no baião Teiú ou no frevo que dá título ao disco. Há também a presença de composições mais clássicas, como "Minha Primeira Valsa" e "Dança Russa". Tal como no trabalho anterior, este álbum é lançado primeiro em uma turnê pelos Estados Unidos. Durante esta turnê, Elisa compõe as canções de seu primeiro trabalho solo ao piano, reunidas no álbum "Dias de Verão", produzido também pelo selo Macolé. Após a turnê pelos EUA, em novembro de 2014 o CD Boca de Goiaba foi lançado no Brasil em um show realizado no Centro Brasileiro Britânico (CBB, Brazilian British Centre), que teve auditório lotado. Neste álbum estão presentes 6 faixas compostas pelos integrantes do Choro das 3 e mais 8 faixas dos compositores Pacheco, Paulo Fasanaro e Fernando Brandão.
Em 2015, mantendo o mesmo modo de trabalho, é lançado em turnê pelos EUA o álbum Pé de Choro, que em novembro do mesmo ano é lançado no Brasil com um show no Centro Brasileiro Britânico. São 5 faixas de autoria do próprio grupo, 4 faixas de autoria de Pacheco e 5 de autoria de Paulo Fasanaro. Participaram também os músicos brasileiros Pacheco, Conrado Bruno de Oliveira, Arnaldinho, Thadeu Romano, Stanley Carvalho, Gustavo Mosca, Renato Cardoso, Carlos Martin, Giselly Maldonado, Guilherme Cendrelli, Isaias Alves e  Raphael Sampaio. Este álbum contou também com a presença dos convidados internacionais Ted Falcon (EUA) tocando violino na faixa "George, o grilo" e Ilya Portnov (Rússia) tocando gaita diatônica na faixa "Pé de Frango".

## Álbuns
| 2008 | Meu Brasil Brasileiro |
| 2012 | Escorregando          |
| 2013 | Boas Novas            |
| 2014 | Boca de Goiaba        |
| 2015 | Pé de Choro           |
| 2016 | Impressões            |
| 2017 | 15 Anos               |
| 2018 | Viajantes             |
| 2019 | Olho de Boi           |
| 2020 | Feliz Natal           |

## Apresentações de destaque
O Choro das 3 já se apresentou em eventos para o presidente FHC, para o presidente Lula, para os governadores estaduais de São Paulo José Serra e Geraldo Alkmin, e em eventos do STJ, STJ e STE.
Também se apresentaram no Reveillon da Avenida Paulista na virada de ano de 2005 para 2006, abrindo o evento. Tocaram, também em São Paulo, na Virada Cultural de 2009.

## Mídia
Dentre diversas menções e aparições na mídia brasileira, pode-se destacar a participação no Programa da Hebe, 4 participações no Programa do Jô, Todo Seu (apresentado por Ronnie Von), Altas Horas (apresentado por Serginho Groisman) e também no Jornal Hoje.

## Turnês
| 2012 | França                     | Show e workshops no Festival Mandolines de Lunel (cd Escorregando) |
| 2013 | EUA                        | Turnê de lançamento do Boas Novas                                  |
| 2014 | EUA                        | Turnê de lançamento do Boca de Goiaba                              |
| 2015 | EUA                        | Turnê de lançamento do Pé de Choro                                 |
| 2016 | EUA                        | Turnê de lançamento do Impressões                                  |
| 2017 | EUA/Itália/França/Portugal | Turnê de lançamento do 15 Anos                                     |
| 2018 | EUA/Canadá/Barbados        | Turnê de lançamento do Viajantes                                   |

## Prêmios
O Choro das 3 foi vencedor, em 2003, do Prêmio Adoniran Barbosa, concorrendo com todas as escolas do estado de São Paulo.
Em 2008 o Choro das 3 recebeu o prêmio de melhor grupo de música popular pela APCA (Associação Paulista de Críticos de Arte. Em 50 anos de existência do prêmio, esta foi a primeira vez em que um grupo instrumental foi contemplado.

## Integrantes
Os integrantes fixos do Choro das 3 são as irmãs Corina Meyer Ferreira, Elisa Meyer Ferreira, Lia Meyer Ferreira e o pai das três, Eduardo Ferreira.
Em 11 de Junho de 2021 falece Eduardo Ferreira, o "Papai Dudu", como é carinhosamente chamado pelas filhas, de complicações decorrentes do COVID-19, a informação é divulgada por elas em suas redes sociais.